# Undercover: Operation Wintersonne
Undercover: Operation Wintersonne ist ein 2006 erschienenes Point-and-Click-Adventure von Sproing Interactive Media, das vom Dtp-Entertainment-Label Anaconda veröffentlicht wurde. Es spielt während des Zweiten Weltkrieges.

## Handlung
London im Januar 1943. In Europa tobt ein Weltkrieg, bei dem sich gerade eine Wende im Kampf gegen Hitlers Armeen andeutet.
Der renommierte britische Wissenschaftler und Physiker John Russell wird von seinem Vertrauten Colonel Travers, dem Chef des britischen Geheimdienstes, zu einem Gespräch gebeten. Dieser bittet ihn, vertrauliche Unterlagen auf ihren Wahrheitsgehalt sowie ihre Echtheit zu prüfen. Russell bestätigt die Authentizität der Papiere und Travers erklärt deren Bewandtnis: Es handelt sich dabei um geheime Unterlagen, die darauf hindeuten, dass die Deutschen am Bau einer Atombombe arbeiten. Die Dokumente wurden heimlich aus dem nationalsozialistischen Deutschland heraus nach Großbritannien geschmuggelt. Travers sieht sich aufgrund der brisanten Informationen zum Handeln gezwungen und rekrutiert Russell für eine Geheimoperation, da dieser über Kenntnisse der Technik des Projektes verfügt und zudem fließend Deutsch spricht. Russell bricht er auf Travers Geheiß hin gemeinsam mit dem MI6-Agenten Peter Graham nach Deutschland auf.
In Berlin infiltrieren sie ein wissenschaftliches Institut sowie das Kriegsministerium und entdecken dabei Hinweise auf eine geheime Forschungsanlage in der Ortschaft Haigerloch bei Stuttgart. Unterstützung erhält das Duo von der attraktiven Spionin Anne Taylor, die beim Einbruch in die Gebäude hilft und die auch die ursprünglichen Dokumente aus Deutschland gestohlen und dem Geheimdienst überbracht hat. Nachdem das Trio einer Falle des undurchsichtigen Offiziers Admiral von Pressnitz entkommen ist, schlägt sich Russel alleine in Richtung Süddeutschland durch.
In Haigerloch angekommen überschlagen sich die Ereignisse: Die Anlage ist verlassen und alle Wissenschaftler wurden getötet. Zudem entpuppt sich einer von Russells Gefährten, die ihm gefolgt sind, als Verräter. Von Pressnitz offenbart sich schließlich als Drahtzieher der Operation. Er hat die Bombe bauen und anschließend stehlen lassen. Mit ihr will er in einer verdeckten Alleinaktion der deutschen Armee und Nazideutschland zum Sieg verhelfen.

## Spielprinzip und Technik
Undercover ist ein sogenanntes 2.5D-Point-and-Click-Adventure. Aus Polygonen zusammengesetzte, dreidimensionale Figuren agieren vor vorgerenderten Kulissen. Mit der Maus kann der Spieler seine Spielfigur durch die Örtlichkeiten bewegen und mit den Maustasten Aktionen einleiten, die den Spielcharakter mit seiner Umwelt interagieren lassen. Zellner kann so Gegenstände finden, sie auf die Umgebung oder andere Gegenstände anwenden und mit NPCs kommunizieren. Mit fortschreitendem Handlungsverlauf werden weitere Orte freigeschaltet. Die Kamera zeigt dabei das Geschehen aus einer festen Perspektive; verlässt der Spieler innerhalb eines Raumes das Sichtfeld, wechselt die Kamera zu einer anderen Position. Dialoge laufen im Multiple-Choice-Verfahrenab, d. h. der Spieler kann im Gespräch mit einem NPC aus vorgegebenen Dialogoptionen wählen.

## Produktionsnotizen
Die Hauptfigur John Russell wird von Thomas Karallus gesprochen, der deutschen Synchronstimme von Schauspieler Kevin James (King of Queens). 2007 erschien ein weiteres Spiel um den Physiker John Russell. Das ausschließlich für Nintendo DS erschienene Undercover: Doppeltes Spiel handelt von Russells Abenteuern aus dem Jahr 1939. Damit setzt dessen Handlung vor Operation: Wintersonne an und stellt somit ein Prequel dar.

## Rezeption
Aus 15 aggregierten Wertungen erzielt Undercover auf Metacritic einen Score von 57.